# ده‌بنه (سیاهکل)
دِٚهبُٚنٓٚه ، روستایی از توابع بخش مرکزی شهرستان سیاهکل در  گیلان پاگه جه ایران است.

## جرگییت
این روستا در دهستان مالفجان قرار دارد و براساس سرشماری مرکز آمار ایران در سال ۱۳۸۵، جمعیت آن ۳۵۸۳ نفر (۱۰۹۰کوتامدر) بوبو.